# The Great Sacrifice
The Great Sacrifice è un cortometraggio muto del 1913 diretto da Raymond B. West al suo esordio nella regia.

## Produzione
Il film fu prodotto dalla Kay-Bee Pictures

## Distribuzione
Distribuito dalla Mutual Film, il film - un cortometraggio in due bobine - uscì nelle sale cinematografiche acronimo il 3 gennaio 1913.